# メアリー・アグネス・チェース

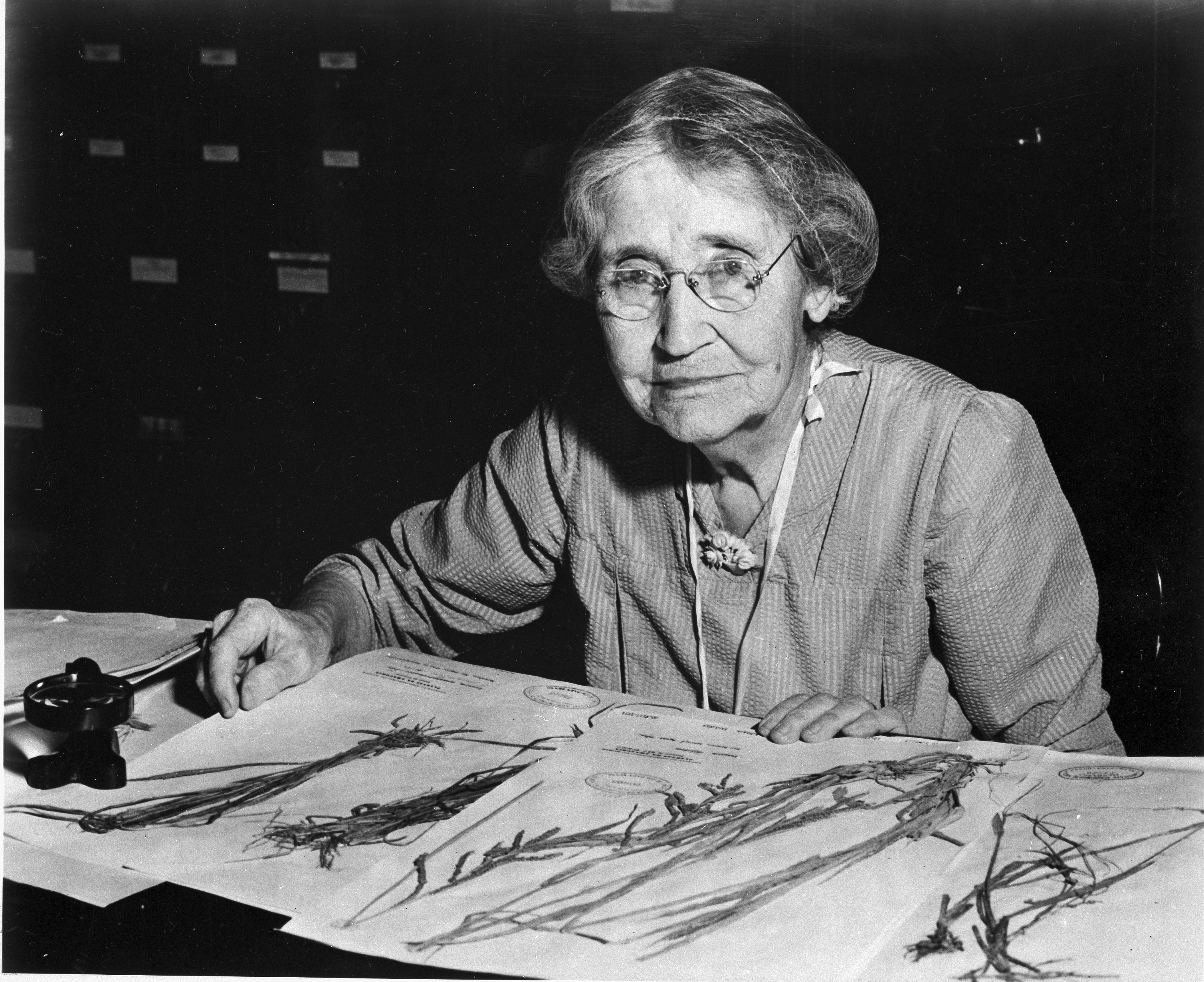
メアリー・アグネス・チェース

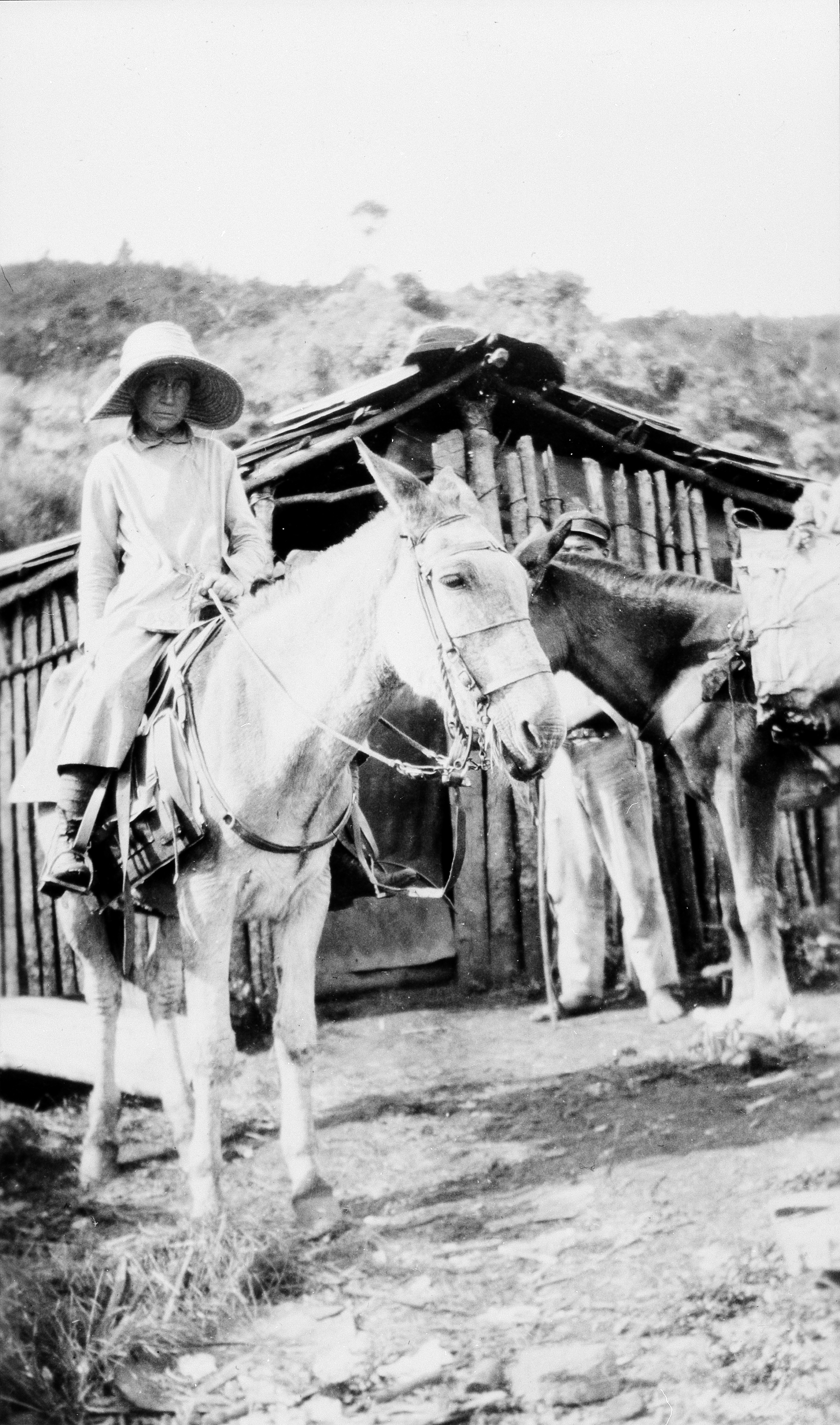
ブラジルで植物採集するチェース

メアリー・アグネス・チェース（Mary Agnes Meara Chase、1869年4月29日 - 1963年9月24日）はアメリカ合衆国の植物学者である。アメリカ農務省とスミソニアン協会で働いた。草本学（agrostology）の分野の植物学者として評価される他、婦人参政権を求める著作でも知られる。

## 生涯
イリノイ州のイロコイ郡に生まれた。公的な高等教育は受けなかったが70以上の科学論文を書き、植物学に貢献し、イリノイ大学から名誉博士号を授与された。草本学を専門とし、南北アメリカのフィールド研究を行った。1897年から1959年のフィールド研究のノートはスミソニアン協会のアーカイブに保存されている。1901年にフィールド自然史博物館のチャールズ・フレデリック・ミルズポー（Charles Frederick Millspaugh）の助手となり、博物館が刊行したPlantae Utowanae (1900) 、Plantae Yucatanae (1904)に貢献した。2年後にアメリカの農務省の植物イラストレーターとして、職員となり、その後、アルバート・スペア・ヒッチコック（Albert Spear Hitchcock）の助手として研究職を務めた。ヒッチコックのもとでほぼ20年間働き、1910年の『北アメリカのキビ属』（North American Species of Panicum [1910]）の出版のために働いた。
1936年のヒッチコックの没後、その後を継いで草本分類学の部門の上級植物学者となり、アメリカ国立自然史博物館の草本部門の学芸員(keeper)についた。1939年に農務省を退職するが、国立博物館の学芸員は続けた。
植物研究の世界でも、1911年からのパナマの探検隊から女性であることから外されるなどの差別を受けた。第一次世界大戦中に女性参政権運動家のアリス・ポールとともにデモ行進し何度か逮捕された。1918年、Silent Sentinelsという女性グループの活動に参加し、10日間拘留された。国立博物館はその行動を非難したが、ヒッチコックが仕事を続けられるように尽力した。

## 受賞歴
- 1956, アメリカ植物学会から功労賞（Certificate of Merit）
- 1958, イリノイ大学名誉博士号
- 1959, スミソニアン研究所、名誉フェロー
- 1961, ロンドン・リンネ協会のフェロー

## 著書
- 1922, First book of grasses: The structure of grasses explained for beginners. New York: The Macmillan Company. OCLC 811997103
- 1950, revision, Manual of grasses of the United States. Washington, D.C.: U.S. Dept. of Agriculture. OCLC 847512944
- 1962, Cornelia D. Nilesとの共著 Index to Grass Species. Boston: G.K. Hall. OCLC 577875